# Мастерская (фильм, 2017, Франция)
«Мастерская» (фр. L'atelier) — французский фильм-драма 2017 года, поставленный режиссёром Лораном Канте. Мировая премьера ленты состоялась 22 мая 2017 на 70-м Каннском международном кинофестивале, где она участвовала в программе «Особый взгляд».

## Сюжет
2016 год, Ла-Сьота, юг Франции. Антуан попал в число молодых людей, отобранных для написания триллера в рамках летней литературной мастерской. Творческий процесс, которым руководит опытный писатель Оливия, обращённый в индустриальное прошлое, тогда как Антуана больше тревожат проблемы современного мира. Юноша вступает в жесткий конфликт с группой и преподавателем. Оливия крайне встревожена агрессией Антуана, но в то же время — очарована ею.

## В ролях
- Марина Фоис — Оливия Дежазе
- Матьё Люччи — Антуан
- Флориан Божан — Этьен
- Мамаду Думбия — Буба
- Мелисса Жильбер — Лола
- Варда Раммак — Малика
- Жюльен Сув — Бенжамин
- Иссам Тальби — Фади
- Оливье Торе — Тедди Шовен

## Награды и номинации
Каннский кинофестиваль-2017
- Выдвижение на Главный приз в программе «Особый взгляд» — Лоран Канте

Премия «Сезар»-2018
- Лучшая актриса — Марина Фоис (номинация)

Премия «Люмьер»-2018
- Лучшая режиссура — Лоран Канте (номинация)
- Самый многообещающий актёр — Матьё Люччи (номинация)

RiverRun International Film Festival-2018
- Лучший сценарий — Лоран Канте, Робен Кампийо (награда)